# Neomasiphya lenkoi
Neomasiphya lenkoi là một loài ruồi trong họ Tachinidae.